# 청주 송씨
청주 송씨(淸州 宋氏)는 충청북도 청주시를 본관으로 하는 한국의 성씨이다. 시조인 송유충(宋有忠)은 본래 여산 송씨 사람으로 고려 말에 청원군(淸州君)에 봉해졌다.

## 참고 자료
- “청주송씨(淸州宋氏)”. 뿌리를 찾아서.[깨진 링크(과거 내용 찾기)]